# Felipe Andreoli
Felipe Ascencio Andreoli (n. São Paulo, Brasil; 7 de marzo de 1980) es el bajista de las bandas brasileñas Angra y Karma. En el escenario de contrabajo en Brasil, Felipe tiene mucho reconocimiento y es considerado el principal difusor de la técnica de pizzicato con tres dedos. Durante un año escribió una columna acerca de la técnica, "Senderos de Metal" en la revista Bass Cover. 
Felipe ganó el primer lugar en casi todas las votaciones de los lectores de revistas especializadas y sitios web en el 2002 2003 2004, y también quedó en el octavo lugar en la votación por los lectores de la revista japonesa Burrn!
Felipe usa varios bajos de la marca de fabricación brasileña D'Alegría, incluidos los modelos de la firma Dart FA y el FA-Dart, ambos de 6 cuerdas, así como un Defender JB Deluxe, 5 cuerdas y un bajo vertical Discovery, de 4 cuerdas, el cual toca con la ayuda de un arco. 

## Proyectos principales
Los principales proyectos para los que Felipe ha pasado son: 
- FireSign (heavy metal Melódico) con un amigo André Brunetti y miembros de Karma.
- Di'Anno (heavy metal tradicional), con el excantante de Iron Maiden, Paul Di'Anno.
- Metris (rock fusión), un proyecto instrumental con Vandré Nacimiento (guitarra) y Renato Bon (batería).
- Vox (grunge), una "evolución" de FireSign .
- Karma (metal progresivo), banda en la que sigue tocando hoy en día, y que acaba de lanzar el disco Leave Now!!! Por Dynamo Records.
- Angra (power metal progresivo), su banda principal, de renombre en todo el mundo y con notable éxito en países como Japón, Francia, Taiwán, Italia y muchos otros.
- Freakeys (metal progresivo), instrumental de Fabio Laguna, proyecto iniciado en 2006.

En 2002 Felipe lanzó un video-clase Angra Bass, que se ocupa de las técnicas utilizadas en la música de Angra contenida en el disco Rebirth. En segundo lugar, la última entrevista de Felipe publicada en la revista Bass Cover, el bajista quiere lanzar otra clase de video en breve, así como su primer disco como solista.
- Datos: Q1093250
- Multimedia: Felipe Andreoli / Q1093250